# Paljanyzja

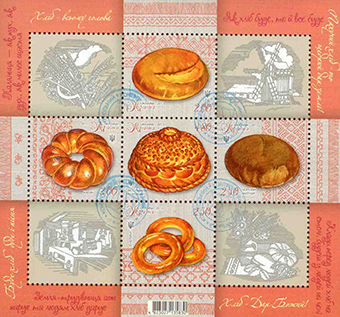
Block von fünf Briefmarken, Укрпошта / Ukrposhta (2013, Paljanyzja oben mittig)

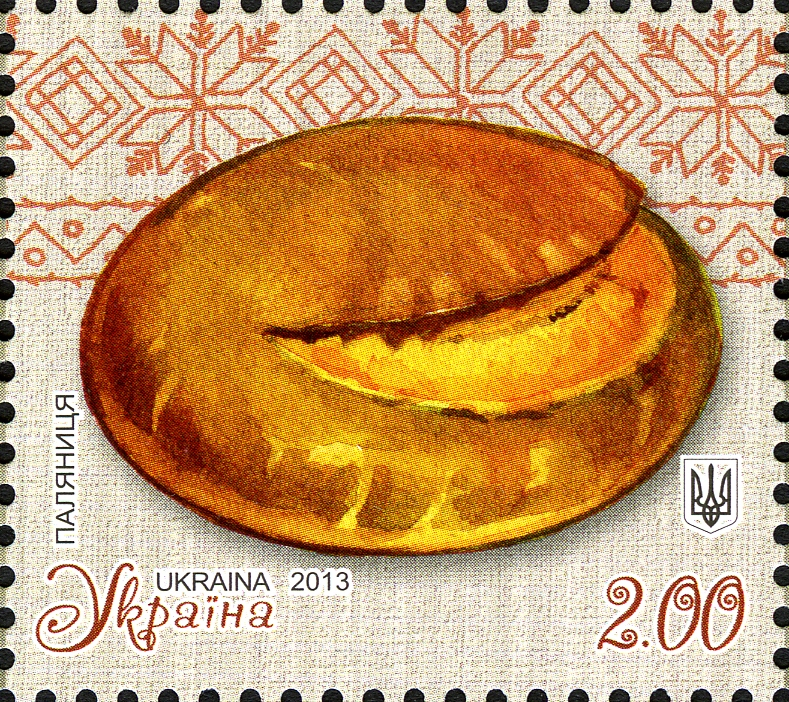
Paljanyzja, aus der Briefmarkenserie von Укрпошта / Ukrposhta (2013) mit fünf verschiedenen Brotsorten der Ukraine

Das ukrainische Wort Paljanyzja (Паляниця, wissenschaftl. Transliteration Paljanycja, Aussprache [pɐlʲɐˈnɪt͡sʲɐ]) bezeichnet zunächst ein traditionelles Lebensmittel. Das einfache, heute meist industriell hergestellte Weißbrot besteht aus Mehl, Wasser, Hefe und Salz. Sein typisches Aussehen verdankt sich einem geschwungenen Einschnitt im Teig, aus dem im gebackenen Zustand die markante, sichelförmige Kerbe in der Kruste resultiert. In der Ukraine wird das Gebäck als ein typisch „ukrainisches“ verstanden, als solches war es 2013 Teil einer Briefmarkenserie der Ukrposhta.
Im Zusammenhang mit dem Russischen Überfall auf die Ukraine 2022 wurde die Aussprache von Паляниця zu einem Unterscheidungsmerkmal zwischen Muttersprachlern verschiedener Herkunft und infolgedessen zu einem Passwort und Schibboleth.

## Geschichte und Symbolik
Das Wort leitet sich ab von пали́ти (palyty), dem ukrainischen Ausdruck für „brennen“ oder „rauchen“. Bis zum 19. Jahrhundert verwendete man im Russischen gemäß Киевская старина / Kyewskaja staryna (1899) ähnliche Begriffe. Die Zubereitung von Paljanyzja wurde in verschiedenen Rezepten erläutert, die im Wesentlichen dieselbe Vorgangsweise beschreiben: Nach traditioneller Methode ist ein Hefeteig die Grundlage des Brotes. Dieser wurde nach den notwendigen Arbeitsschritten – der Schnitt diente schlussendlich dazu, dem Brot während des Backvorgangs weiteres Aufgehen zu ermöglichen – mit einer Holzschaufel in den Ofen geschoben und mit Mehl bestreut oder auch mit einem gedünsteten Blatt eines Kohlkopfes belegt. Das fertige „Alltagsbrot“ sei „einige Wochen lang weich und duftig“ geblieben. In der Ukrainischen SSR unterlag die standardisierte Produktion der Gossudarstwenny Standart (GOST). Gemäß GOST 12793-77 stellten die sowjetischen Betriebe Ukrainische Paljanyzja in Backformen her. Ein einzelner Laib hatte zwischen 750 und 1000 g zu wiegen, für den Einschnitt war ein Dreiviertelkreis als Maß vorgegeben.
Manche Deutungen bringen Paljanyzja mit dem Christentum in Verbindung, dort symbolisiere es, wie Brot an sich, Gastfreundschaft, Sicherheit und Wohlbefinden. Zudem wurde Paljanyzja als Symbol für die Sonne interpretiert. Verschiedene überlieferte Vorstellungen in Volks- oder Aberglauben handeln vom Verzehr der Paljanyzja, manche Verhaltensweisen sollen Unglück bringen. In der Gegenwart wurde der geschwungene Schnitt als Lächeln gedeutet.
Ab dem Frühjahr 2022 wurde Paljanyzja auch von ukrainischen Exilanten in Westeuropa und den USA gebacken, um sich solidarisch mit der Ukraine zu zeigen oder auch, um durch den Verkauf des Gebäcks Spenden zu sammeln. Bisweilen wurde die klassische Gestalt abgewandelt: So fanden sich manche Brotlaibe mit einer Sonnenblume, die als Nationalsymbol der Ukraine verstanden wurde, verziert.
Zudem wurde der Begriff, in und außerhalb der Ukraine, in unterschiedlichen Schreibweisen als Name für Wohltätigkeits- und Hilfsorganisationen gewählt.
In der kurzfristig umgewandelten Kollektion des ukrainischen Modedesigners Jean Gritsfeldt für die Berlin Fashion Week waren die Kleidungsstücke mit Schriftzeichen bedruckt, kyrillisch, teilweise mit englischer Übersetzung. Ein weißer Rock war auf Kniehöhe vom roten Schriftzug Паляниця gesäumt. Übersetzung gab es einzig bei dieser Textilie keine.
Im Rahmen der Biennale di Venezia präsentierte die Künstlerin Schanna Kadyrowa „steinerne Brotlaibe“. „Sie spielte damit auf die ukrainische Bezeichnung dieses Lebensmittels an, dessen ukrainische Bezeichnung Paljanyzja von russischen Muttersprachlern in der Regel nicht korrekt ausgesprochen wird“, berichtete die Austria Presse Agentur, und weiter: „Der ukrainische Widerstand verwendete dieses Wort zuletzt, um lokale Truppen von russischen Invasoren zu unterscheiden.“